# Ивака
Ивака — посёлок в Пермском крае России. Входит в Александровский муниципальный округ.

## География
Посёлок находится в восточной части края, в пределах западных предгорий Среднего Урала, в таёжной зоне, на левом берегу реки Иваки, на расстоянии приблизительно 12 километров (по прямой) к северо-северо-западу (NNW) от города Александровска. Абсолютная высота — 218 метров над уровнем моря.
Климат
Климат характеризуется как умеренно континентальный, с морозной зимой и умеренно тёплым дождливым летом. Средняя многолетняя температура самого холодного месяца (января) составляет −16,5°С, температура самого тёплого (июля) — +16,5°С. Среднегодовое количество осадков — 600—800 мм.

## Население
| 1931 | 1934  | 2002 | 2010 |
| ---- | ----- | ---- | ---- |
| 2253 | ↗3200 | ↘6   | ↘0   |

## История
27 августа 1928 года Ивака получила статус рабочего посёлка Кизеловского района Верхнекамского округа Уральской области, с 1931 года — Кизеловского горсовета. На начало 1934 года численность населения в Иваке составляла 3200 жителей. 
Здесь был Ивакинский химический завод, который сохранял химический профиль до 1948 года, а затем был преобразован в передовое лесозаготовительное хозяйство. Рабочий посёлок был преобразован в сельский населённый пункт (посёлок) к 1940-м годам: по состоянию на начало 1941 года в перечне рабочих посёлков Молотовской (Пермской) области Ивака уже не значится.
С 2004 до 2019 гг. посёлок входил в Всеволодо-Вильвенское городское поселение Александровского муниципального района.